# Magdolna Markovits
Magdolna Markovits, coniugata Köpfné (Vámosgyörk, 3 luglio 1944), è un'ex cestista ungherese.

## Carriera
Con l'Ungheria ha disputato due edizioni dei Campionati europei (1966, 1968).